# Oľšavica
Oľšavica – słowacka wieś i gmina (obec) w powiecie Lewocza w kraju preszowskim. W 2011 roku zamieszkiwało ją 291 osób.

## Historia
Pierwsze wzmianki o wsi pochodzą z 1300 roku.

## Geografia
Centrum wsi leży na wysokości 800 m n.p.m. Gmina zajmuje powierzchnię 17,606 km².